# Джурас, Кристен
Кристен Джурас (англ. Kristen Juras; род. 16 октября 1955, Conrad, Монтана) — американский государственный деятель. Является владельцем бизнеса, адвокатом, профессором права и политиком. Действующий вице-губернатор штата Монтана от Республиканской партии. Избрана на должность вице-губернатора в ноябре 2020 года и вступила в должность 4 января 2021 года.

## Биография
Родилась в Конраде, штат Монтана. В 1973 году окончила среднюю школу Конрада. В 1977 году получила степень бакалавра искусств в Университете Монтаны и доктора юридических наук Университета Джорджии в 1982 году.
Начала частную практику в Джорджии и Оклахома-Сити, прежде чем вернуться в Монтану в 1988 году. Работала профессором права в юридической школе Александра Блеветта III Университета Монтаны. Выдвигала свою кандидатуру на место в Верховном суде Монтаны, освобожденное Патрисией О’Брайен Коттер в 2016 году. В итоге уступила Дирку Сандефуру.
В марте 2020 года конгрессмен Грег Джанфорте выбрал Кристен Джурас своим напарником на губернаторских выборах в Монтане. Они выиграли республиканские праймериз и противостояли действующему вице-губернатору Майку Куни и членом Палаты представителей Монтаны Кейси Шрайнер на ноябрьских всеобщих выборах. Грег Джанфорте и Кристен Джурас одержали победу на выборах и вступили в должность 4 января 2021 года.

## Личная жизнь
Кристен Джурас и её муж Джон имеют троих сыновей. Её брат — кантри-музыкант Уайли Густафсон.